# Paul Metz
Paul Metz (17 novembre 1892 – 8 settembre 1975) è stato un hockeista su prato danese.

## Palmarès

### Olimpiadi
- 1 medaglia:
  - 1 argento (Anversa 1920)